# غارث فيليكس
غارث فيليكس (مواليد 1966) هو ملاكم غرينادي، مثّل بلاده في الألعاب الأولمبية الصيفية 1988.

## روابط خارجية
غارث فيليكس على موقع اللجنة الأولمبية الدولية (الإنجليزية)
- غارث فيليكس على موقع أوليمبيديا (الإنجليزية)